# Pinerolo
Pinerolo (piemontiul: Pinareu, okcitánul: Pineiròl, franciául: Pignerol) Torino megye egyik 35 143 lakosú városa, a Piemont régióban.

## Földrajz
Pinerolo legrégebbi városrészei a San Maurizio-dombon helyezkednek el. A város déli és keleti irányban a Pó-síkságon Torinótól 37 km-re nyugatra fekszik, a Chisone-völgy szomszédságában.

## Története
Először 981-ben tesznek róla említést, Pinarolium néven, egy II. Ottó német-római császár által kiadott dokumentumban, amelyben megerősítik a torinói püspöknek a várossal kapcsolatos privilégiumait és jogait.
1064-ben Pinerolót a san veranói benedek-rendi apátság kapta meg, majd 1220-ban elfoglalta I. (Savoyai) Tamás (1177–1233), Savoya grófja. 1235-től Tamás fia, IV. (Savoyai) Amadé gróf uralta a várost.
1536-tól 1574-ig Franciaország fennhatósága alatt állott, ekkor Emánuel Filibert savoyai herceg visszaszerezte, és városi rangot adott neki. Az 1631-es cherascói szerződés eredményeképpen ismét francia kézre került, Richelieu bíboros főminiszter Vauban marsallnak, a korszak legnagyobb francia hadmérnökének adta azzal az utasítással, hogy Pinerolóból erős védővárat hozzon létre, amely biztosítja Franciaországnak az Észak-Itália feletti ellenőrzést. A lakosok költségére felújították a városfalakat, és újjáépítették a várat, kibővítették a citadellát. Sok kézműves műhelyt lebontottak, ezek munkásait Lyonba költöztették. Pinerolo erődjének Öregtornyát, a Donjont börtönként is használták, ahova XIV. Lajos király az ellenségeit – köztük a titokzatos „Vasálarcost” is – záratta.

A pignerolói erődrendszer, 1706

Pinerolót 1696-ban hódította vissza II. Viktor Amadé savoyai herceg, A Napkirály csapatai azonban távozás előtt felrobbantották a citadellát és a várat. III. Károly Emánuel szárd–piemonti király megszerezte  XIV. Benedek pápa engedélyét Pinerolo püspöki székhellyé emelésére. A kereskedelem fellendült, a lakosság száma hamarosan 5000-ről 7000-re emelkedett. 1801-ben Napoléon Bonaparte tábornok Piemontot Franciaországhoz csatolta, ekkor Pinerolo egy részét utoljára foglalták el a franciák, és egészen 1814-ig fennhatóságuk alatt tartották. A napóleoni császárság bukásával Piemontban helyreállították a Szárd–Piemonti Királyság fennhatóságát, I. Viktor Emánuel király alatt.
A Risorgimento háborúi révén Piemont az egységes Olasz Királyság részévé vált, a város gazdasági fejlődése felgyorsult, hidak, utak, vasutak épültek, amelyek megkönnyítették a kereskedelmet Liguriával és a régió többi részével.
1819-ben már 12 000, 1890-ben pedig már 18 000 lakosa volt.
A második világháború során lakossága aktívan részt vett az olasz ellenállásban. A háború után iparosodásnak indult, azonban az utóbbi években az ipar visszaesésével a város a turizmus felé nyitott.
1974. október 8-án itt tartóztatták le a Vörös Brigádok alapítóit, Renato Curciót és Alberto Franceschinit.

## Látványosságok
- Vittorio Veneto tér: a lakosok fő találkozási helye, itt tartják kétszer a heti piacot, szerdánként és szombatonként. Északi oldalán található a városháza, amelynek épülete ad otthont a városi múzeumnak és a könyvtárnak. Keleti oldalán épült fel a Palazzo Vittone, fontos múzeumok és kulturális intézmények székhelye.
- Szent Donát-dóm, amelyet már 1044-ben megemlítenek. 1425-ből származó harangtornya máig befejezetlen.

## Testvérvárosok
- Gap, Franciaország (1963)
- Traunstein, Németország (1986)
- San Francisco, Argentína (1996)
- Derventa, Bosznia-Hercegovina (2005)

## Fordítás
- Ez a szócikk részben vagy egészben  a   Pinerolo című olasz Wikipédia-szócikk ezen változatának fordításán alapul.  Az eredeti cikk szerkesztőit annak laptörténete sorolja fel. Ez a jelzés csupán a megfogalmazás eredetét és a szerzői jogokat jelzi, nem szolgál a cikkben szereplő információk forrásmegjelöléseként.